# All These Niggas
All These Niggas è un singolo del rapper statunitense King Von, pubblicato il 5 agosto 2020. Il brano vede la partecipazione del rapper statunitense Lil Durk.

## Video musicale
Il video musicale ufficiale del brano è stato pubblicato in concomitanza con l'uscita del singolo.
Nel video non compare Lil Durk perché lui e King Von non potevano stare nella stessa stanza per questioni legali.

## Tracce
Testi di Dayvon Bennett, Durk Banks e Darrel Jackson, musiche di Chopsquad DJ.
1. All These Niggas (feat. Lil Durk) – 2:24

## Classifiche
| Classifica (2020) | Posizione massima |
| ----------------- | ----------------- |
| Stati Uniti       | 77                |